# St. Mauritius (Kästel)

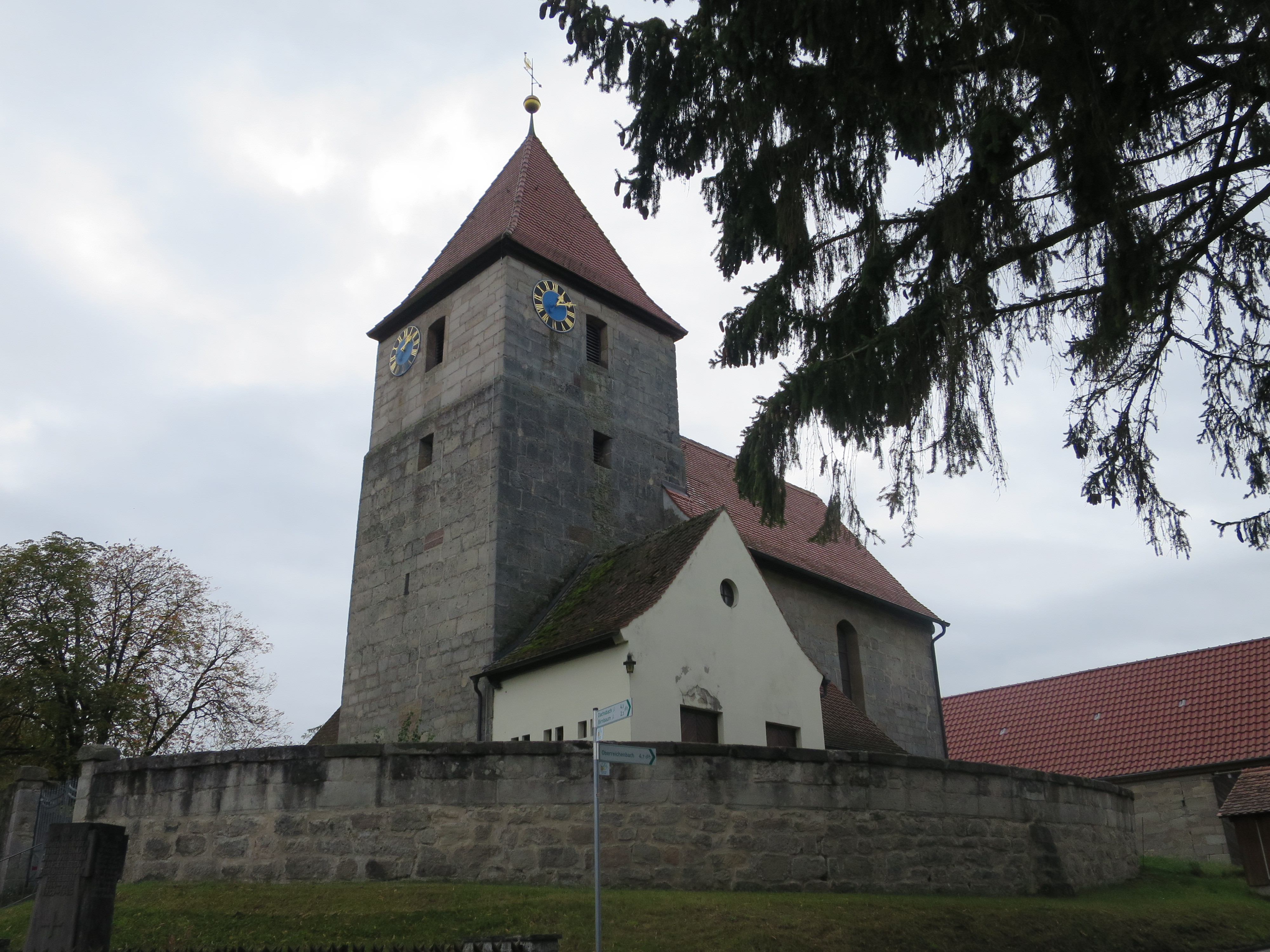
St. Mauritius (Kästel)

Die evangelische, denkmalgeschützte Filialkirche St. Mauritius steht in Kästel einem Gemeindeteil der Gemeinde Gerhardshofen im Landkreis Neustadt an der Aisch-Bad Windsheim (Mittelfranken, Bayern). Das Bauwerk ist unter der Denkmalnummer D-5-75-125-10 als Baudenkmal in der Bayerischen Denkmalliste eingetragen. Die Kirche gehört zur Pfarrei Gerhardshofen im Evangelisch-Lutherischen Dekanat Neustadt an der Aisch im Kirchenkreis Nürnberg der Evangelisch-Lutherischen Kirche in Bayern.

## Beschreibung

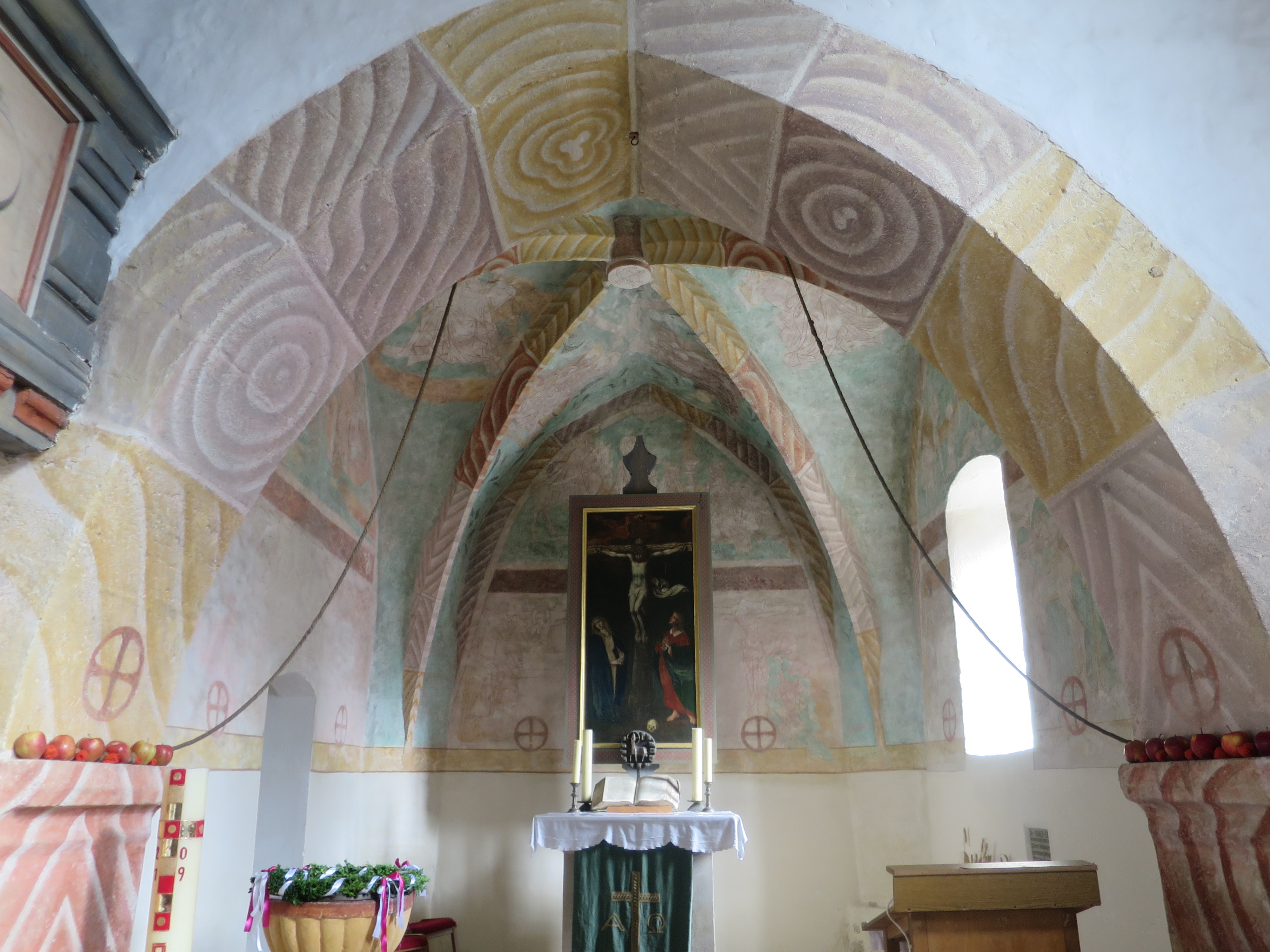
Altar

Die Saalkirche aus Quadermauerwerk wurde im Kern um 1300 gebaut und um 1400 erneuert. Sie besteht aus einem mit einem Satteldach bedeckten Langhaus und einem Chorturm im Osten. Er wurde 1762 mit einem leicht eingezogenen vierten Geschoss aufgestockt, das die Turmuhr und den Glockenstuhl beherbergt und mit einem Pyramidendach bedeckt. An die Nordwand des Chorturms wurde die Sakristei angebaut. Der Chor, d. h. das Erdgeschoss des Chorturms, ist mit einem Kreuzrippengewölbe überspannt, das Langhaus, in dem 1889 doppelstöckige Emporen an den Längsseiten eingebaut wurden, mit einer Holzbalkendecke auf Unterzügen. Die Wandmalereien sind um 1420 entstanden. Zur Kirchenausstattung gehören der um 1680 gebaute Altar, die im 17. Jahrhundert aufgestellte Kanzel und das Taufbecken aus dem 18. Jahrhundert.